# František Špidlen
František Špidlen (31. března 1867 Sklenařice – 16. února 1916 Praha) byl český houslař a výrobce hudebních nástrojů dlouhodobě působící v Kyjevě a Moskvě, v tehdejším Ruském impériu. Stal se zakladatelem úspěšného houslařského rodu Špidlenů.

## Životopis
Narodil se ve Sklenařicích (pozdější součást města Vysoké nad Jizerou) v Podkrkonoší v rolnické rodině Františka Špidleny a jeho ženy Anežky rodem Čermákové rovněž ze Sklenařic.. Vyučil se houslařství u svého švagra Františka Vitáčka, dále se pak učil v Českém Šumburku. Roku 1886 přijal pracovní pozvání Jindřicha Jindříška, rodáka z nedaleké Poniklé, který v Kyjevě provozoval prodejnu a servis hudebních nástrojů, aby zde pracoval jako výrobce hudebních nástrojů. Zde následně působil po tři roky, mezi lety 1889 a 1892 pak odsloužil povinnou vojenskou službu jakožto člen vojenské hudby v pevnosti Terezín. Roku 1892 se vrátil do Kyjeva a pokračoval v práci v Jindříškově obchodě, roku 1895 si zde potom zřídil vlastní živnost pro výrobu hudebních nástrojů. 
Okolo roku 1900 se zúčastnil konkursu na místo houslaře carské konzervatoře v Moskvě, ve kterém uspěl a následně se sem i s rodinou přestěhoval. Zde si získal značný věhlas a za dobu svého působení zde vyrobil okolo 400 kusů houslí, tzv. špidlenek. Kvůli zhoršenému zdravotnímu stavu, dlouhodobým problémům s průduškami, se Špidlen s rodinou odstěhoval do Čech a svou moskevskou dílnu přenechal svému synovci Jindřichu Vitáčkovi, který zde pro něj již předtím pracoval. Zakoupili pak domek v Pokraticích u Litoměřic, kde se jeho zdravotní stav zlepšil.
Roku 1909 se přesunul do Prahy, kde si otevřel houslařskou dílnu a obchod s hudebními nástroji v Křižovnické ulici, nedaleko Pražské konzervatoře.
František Špidlen zemřel 16. února 1916 v Praze. Pohřben byl na Olšanských hřbitovech. 

### Rodina
V provozování obchodu pod jménem František Špidlen pokračoval jeho syn Otakar František Špidlen (1896–1958). Houslařstvím se zabývali mj. také jeho vnuk Přemysl Otakar Špidlen či pravnuk Jan Baptista Špidlen.
V Semilech, nedaleko Sklenařic, byla po Františku Špidlenovi pojmenována ulice, Špidlenova.